# Penglaitan
Penglaitan (chinesisch 蓬莱滩) ist eine Lokalität im Kreis Laibin im Autonomen Gebiet Guangxi in Südchina.

## Penglaitan-Profil
Das Penglaitan-Profil (chinesisch 蓬莱滩剖面; engl. Penglaitan section; mit den Koordinaten 23.6953°N 109.3211°E) entlang des Flusses Hongshui (红水河), das Referenzprofil (GSSP) des Wuchiapingium (Lopingium / Oberperm) nahe der Perm-Trias-Grenze, ist biostratigraphisch gekennzeichnet durch das erste Auftreten von Clarkina postbitteri postbitteri (Conodont).